# 보르 (남수단)
보르(Bor)는 남수단 중부 에콰토리아 지방의 도시로 종글레이주의 주도이다. 보르는 2016년부터 보르 자치체의 본부 역할도 해왔다. 도시는 남수단 중앙의 광활한 습지대인 수드 늪의 남단이자 백나일강의 동안에 위치한다.
남수단에서 유엔 평화유지군 임무를 수행하기 위해 파병된 대한민국의 공병 의료 부대인 한빛 부대(대한민국 남수단 재건지원단)가 주둔하고 있는 곳이기도 하다.

## 역사
보르는 1860년대에 상아와 노예 무역창고가 설립된, 백나일강의 어촌 부지에 위치해 있다. 이곳은 19세기 말에 노예와 상아 무역의 지역 거점으로 성장했다. 1874년, 찰스 조지 고든은 오스만 치하의 정부 간이역을 설치했다. 앵글로-이집트 수단 시대의 초창기에, 보르는 백나일강을 따라 이동하는 증기선들의 "장작 공급소"였다. 1905년에 보르는 Bor-Duk 행정구의 본부가 되었다.
보르는 남수단 주민들에게 역사적으로 중요한 장소이다. 보르에서 19킬로미터(12마일) 남쪽에 떨어진, 말렉이라는 작은 촌락에 1906년 Archibald Shaw에 의해서 오늘날 남수단 최초의 현대 기독교 선교회 중 하나가 설립되었기 때문이다. 1906년 보르에 최초로 교회 선교 협회의 선교시설이 설립되었다.
말렉은 상나일 지방의 선교 거점으로 바뀌었다. Shaw는 말렉에 최초의 초등학교를 세웠다. 이 학교는 Dinkaland에서 서임된 최초의 토착민 출신 성공회 주교인 Daniel Deng Atong 주교와 이어 Nikonora Achiek Deng Ariir 주교를 배출했다. John Aruor는 1916년 보르에서 최초로 침례를 받은 전설이 되었다.
앵글로-이집트 수단(1899-1956) 시대에 보르는 딩카족의 행정 중심지가 되었다. 보르는 제2차 수단 내전의 진원지이다. 1983년 5월, 수단군의 장교였던 존 가랑 드 마비오르 박사는 보르 마을에서 봉기를 이끌었고 이는 수단 인민 해방 운동과 수단 인민해방군 (SPLM / SPLA)의 탄생으로 이어졌다. 또한 보르는 약 2천명의 사망자가 발생한 1991년 보르 대학살의 현장이었다. 마침내 2011년 7월 9일 남수단은 독립에 성공했다.
2013년 남수단 쿠데타 시도 이후, 남수단군과 Riek Machar가 이끄는 반군 사이에 벌어진 몇 주간의 전투에서는 보르를 차지하기 위한 전투가 벌어졌다. 누에르 백군의 일부도 이 전투에 참여했다.
2016년에 보르는 보르 지방자치단체로 지정되었다. 같은 지시로 구(舊) 보르 카운티는 각각 하나의 payam(행정구역)을 포함하는 다섯개의 작은 카운티들로 세분화됐다. 이 신설 카운티들은 보르 사우스 카운티(Kolnyang payam), 보르 이스트 카운티(Anyidi Payam), 보르 센트럴 카운티(Makuach Payam), 보르 웨스트 카운티(Baidit Payam), 그리고 보르 노스 카운티(Jalle Payam)이다.

## 지리

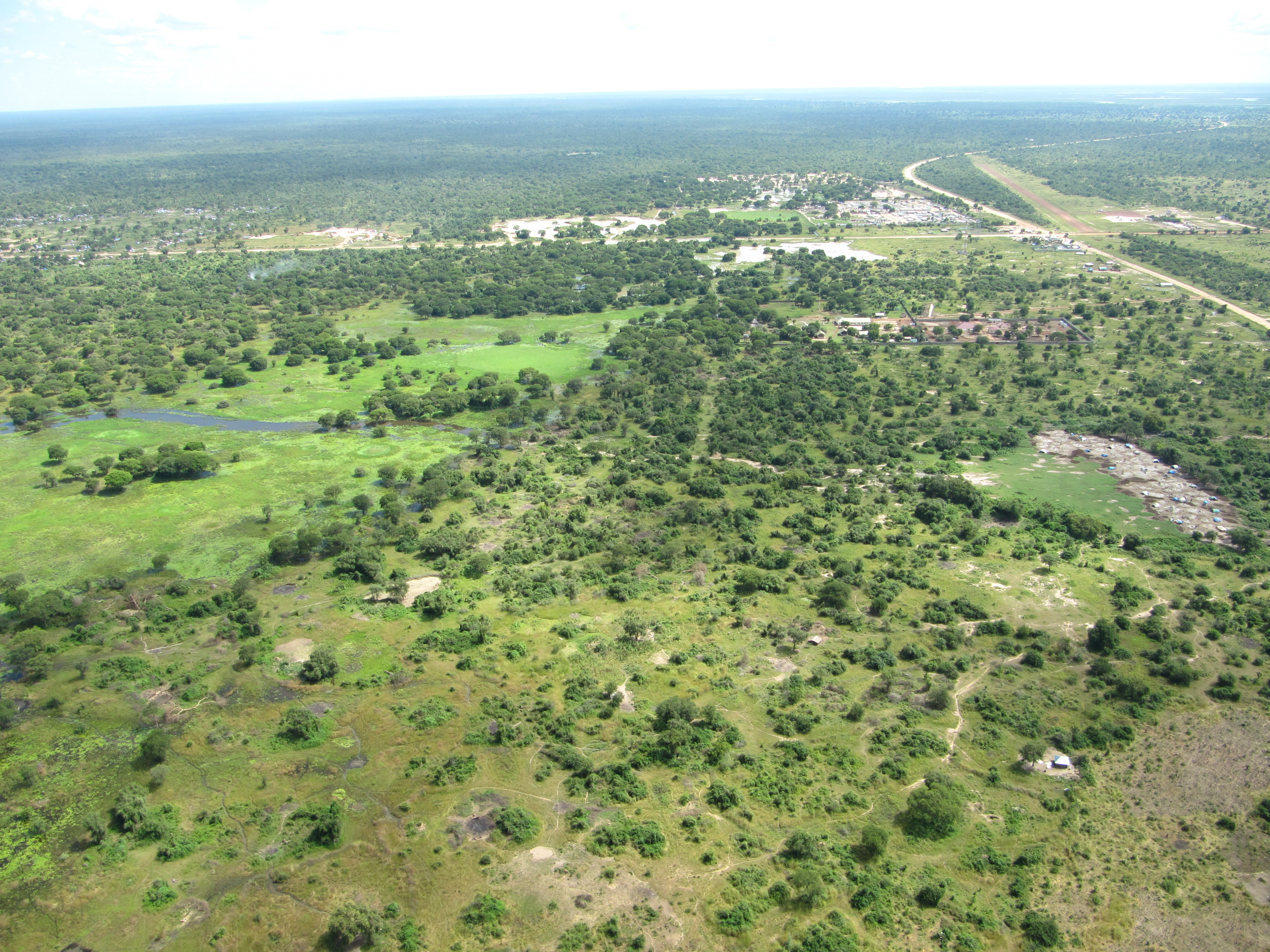
공항에서 남쪽으로 본 보르 극동쪽 외곽의 항공사진

남수단 중앙에 위치한 Mading-Bor시는 종글레이 주의 주도로, 남수단의 수도이자 가장 큰 도시인 주바에서 육로로 약 190킬로미터(120마일) 북쪽에 소재한다. 도시는 백나일강의 동안에 위치해있다.

## 기후
쾨펜의 기후 구분에 의하면 보르는 사바나 기후(Aw)에 속하는 지역이다.
| Bor, South Sudan의 기후                 | Bor, South Sudan의 기후 | Bor, South Sudan의 기후 | Bor, South Sudan의 기후 | Bor, South Sudan의 기후 | Bor, South Sudan의 기후 | Bor, South Sudan의 기후 | Bor, South Sudan의 기후 | Bor, South Sudan의 기후 | Bor, South Sudan의 기후 | Bor, South Sudan의 기후 | Bor, South Sudan의 기후 | Bor, South Sudan의 기후 | Bor, South Sudan의 기후 |
| 월                                      | 1월                     | 2월                     | 3월                     | 4월                     | 5월                     | 6월                     | 7월                     | 8월                     | 9월                     | 10월                    | 11월                    | 12월                    | 연간                    |
| --------------------------------------- | ----------------------- | ----------------------- | ----------------------- | ----------------------- | ----------------------- | ----------------------- | ----------------------- | ----------------------- | ----------------------- | ----------------------- | ----------------------- | ----------------------- | ----------------------- |
| 일평균 최고 기온 °C (°F)                | 36 (97)                 | 36.6 (97.9)             | 36.6 (97.9)             | 34.9 (94.8)             | 33 (91)                 | 31.8 (89.2)             | 30.3 (86.5)             | 30.5 (86.9)             | 31.5 (88.7)             | 33.1 (91.6)             | 34.4 (93.9)             | 35.1 (95.2)             | 33.7 (92.6)             |
| 일일 평균 기온 °C (°F)                  | 27.9 (82.2)             | 28.6 (83.5)             | 29.6 (85.3)             | 28.6 (83.5)             | 27.4 (81.3)             | 26.6 (79.9)             | 25.5 (77.9)             | 25.5 (77.9)             | 26.2 (79.2)             | 27.2 (81.0)             | 27.6 (81.7)             | 27.3 (81.1)             | 27.3 (81.2)             |
| 일평균 최저 기온 °C (°F)                | 19.9 (67.8)             | 20.6 (69.1)             | 22.6 (72.7)             | 22.4 (72.3)             | 21.8 (71.2)             | 21.5 (70.7)             | 20.8 (69.4)             | 20.6 (69.1)             | 21 (70)                 | 21.3 (70.3)             | 20.9 (69.6)             | 19.5 (67.1)             | 21.1 (69.9)             |
| 평균 강수량 mm (인치)                   | 2 (0.1)                 | 5 (0.2)                 | 32 (1.3)                | 80 (3.1)                | 119 (4.7)               | 112 (4.4)               | 126 (5.0)               | 150 (5.9)               | 124 (4.9)               | 105 (4.1)               | 32 (1.3)                | 4 (0.2)                 | 891 (35.2)              |
| 출처: Climate-Data.org (altitude: 430m) |                         |                         |                         |                         |                         |                         |                         |                         |                         |                         |                         |                         |                         |

## 인구
남수단 국가통계국의 발표에 따르면 2008년 보르 Payam의 인구는 61,716명이다.

## 경제
남수단 케냐상업은행의 지점이 보르에 있다.

## 교육
남수단의 일곱 개 공립 대학 중 하나인 존 가랑 메모리얼 과학기술대학교가 보르에 위치한다. 대학교의 이름은 존 가랑 데 마비오르(1945년 6월 23일 – 2005년 7월 30일)의 이름을 따서 지어졌다. 남수단의 운동 조직인 수단인민해방군/운동을 이끈 가랑은 현대 남수단의 아버지로 여겨지는 인물이다. 그는 2005년 포괄적 평화협정에 서명했고 이는 결국 2011년 남수단 독립으로 이어졌다. 2005년, 가랑은 최초의 수단 부통령이자 자치 남수단의 대통령으로 취임 선서를 한 지 21일 만에 헬리콥터 추락으로 사망했다. 존 가랑 메모리얼 과학기술대학교는 전 종글레이주지사 Mr. Philip Thon Leek에 의해 설립되었다.

## 성당
보르에는 수단 성공회 성공회 교구의 주교좌가 있다.

## 교통
백나일강의 하천 운수와 도시에서 뻗어나가는 주요도로 3개, 그리고 보르 공항이 보르의 교통을 담당한다.

## 같이 보기
- 종글레이 주